# Sitana sivalensis
Sitana sivalensis là một loài thằn lằn trong họ Agamidae. Loài này được Schleich, Kästle & Shah miêu tả khoa học đầu tiên năm 1998.